# Pygopleurus deuvei
Pygopleurus deuvei är en skalbaggsart som beskrevs av Olivier Montreuil och Serri 2007. Pygopleurus deuvei ingår i släktet Pygopleurus och familjen Glaphyridae. Inga underarter finns listade i Catalogue of Life.